# Phrynus pinero
Espèce
Phrynus pinero est une espèce d'amblypyges de la famille des Phrynidae.

## Distribution
Cette espèce est endémique de l'île de la Jeunesse à Cuba,. Elle se rencontre dans la grotte Cueva del Lago sur le Cerro de la Guanábana.

## Étymologie
Son nom d'espèce lui a été donné en référence au lieu de sa découverte, l'île des Pins.

## Publication originale
- Armas & Ávila Calvo, 2000 : Dos nuevos amblipígidos de Cuba, con nuevos sinónimos y registros (Arachnida: Amblypygi). Anales de la Escuela Nacional de Ciencias Biológicas, México, vol. 46, no 3, p. 289-303.